# 迈·亚玛尼
迈·亚玛尼（Mai Yamani)(阿拉伯语：‎) (1956年—），沙特阿拉伯裔独立学者，作家，人类学家。

## 生平
迈·亚玛尼博士1956年出生于埃及首都开罗。她的母亲是伊拉克人，父亲艾哈迈德·亚玛尼（)是沙特前石油部部长。Yamani的意思是“来自也门”，因为她的祖父是也门人。她辗转于伊拉克和沙特阿拉伯完成了早期教育，在瑞士洛桑学习过法语。1967年到1975年间，她在费城的布林茅尔学院(Bryn Mawr College)获得了学士学位。接着入读牛津大学并成为第一位获得牛津社会人类学硕士和博士学位的沙特阿拉伯女人。毕业后她起先在沙特的大学当老师，之后前往美国、欧洲、中东的知名智库从事研究工作。她目前是伦敦国际事务皇家学会研究员，布鲁金斯学会的访问学者，贝鲁特卡耐基中东中心的访问学者。她能流利地使用阿拉伯语，英语，法语和西班牙语，并且知晓波斯语，希伯来语和意大利语。

## 言论
- 我是沙特妇女，我喜欢我的面纱。

## 著作
- Changed Identities: Challenges of the New Generation in Saudi Arabia (Arabic: هويات متغيرة : تحديات الجيل الجديد في السعودية )
- Cradle of Islam: the Hijaz and the Quest for Identity in Saudi Arabia